# Hydrocleys modesta
Hydrocleys modesta är en svaltingväxtart som beskrevs av Troels Myndel Pedersen. Hydrocleys modesta ingår i släktet Hydrocleys och familjen svaltingväxter. Inga underarter finns listade.